# Kwangmyŏng (stacja metra)
Kwangmyŏng (kor. 광명역, pol. Światłość) – stacja linii Hyŏksin, systemu metra znajdującego się w stolicy Korei Północnej, Pjongjangu. Stacja została otwarta 9 października 1975 r. W 1995 r. stacja została zamknięta, najprawdopodobniej ze względu na położenie w pobliżu Pałacu Kŭmsusan, który został zamieniony w mauzoleum Kim Ir Sena i, od 2011, Kim Dzong Ila. Pociągi obecnie przejeżdżają przez stację bez zatrzymania.